# Retable du cardinal du Portugal

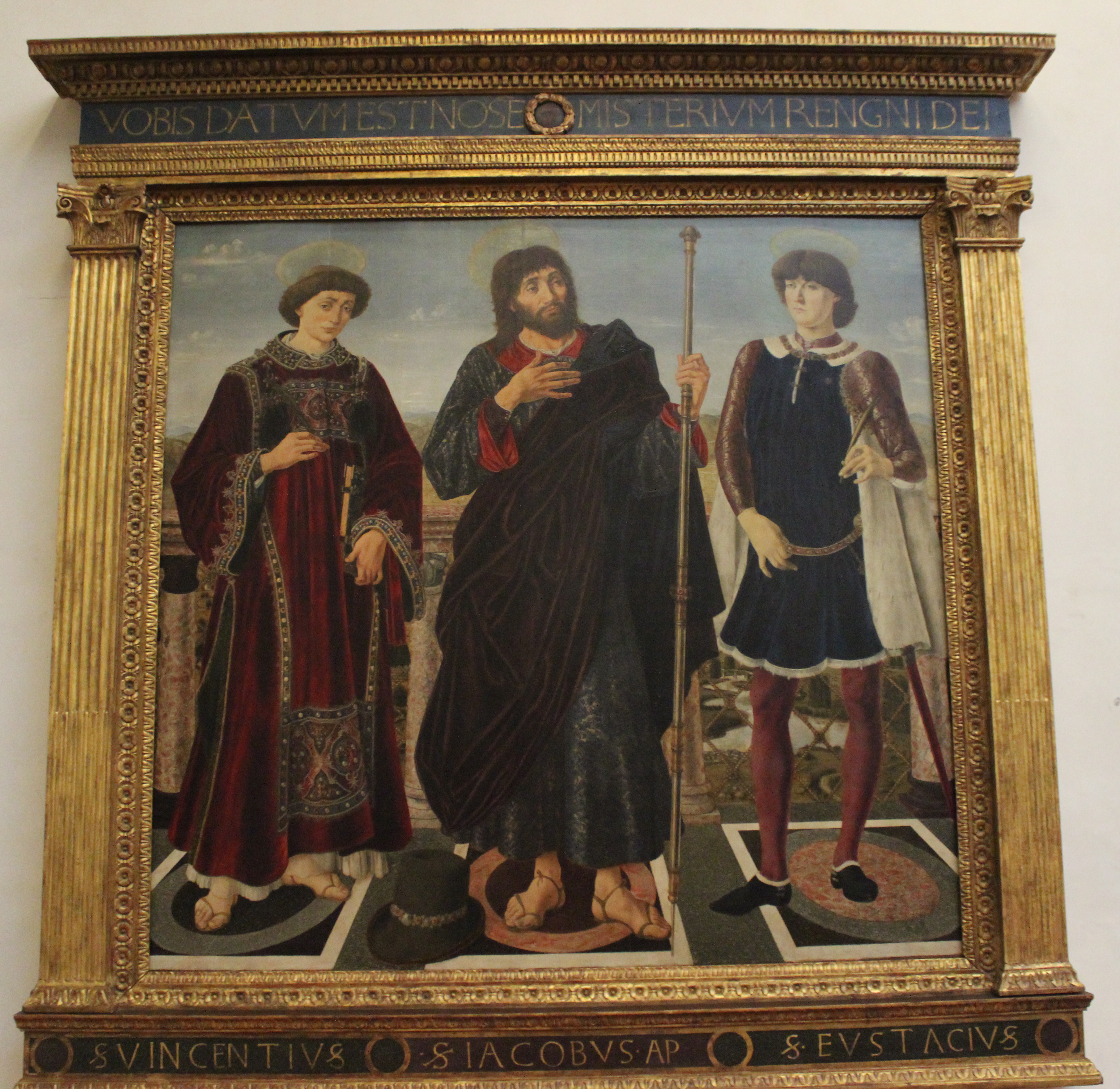
La toile dans son cadre original élaboré, Galerie des Offices

Le retable du cardinal du Portugal (en italien : Pala del cardinale del Portogallo), ou retable de la chapelle du cardinal du Portugal, est une peinture réalisée a tempera et à l'huile sur panneau par l'un ou les deux frères Antonio et Piero Pollaiuolo. Elle a été réalisée vers 1466 pour l'autel de la chapelle du cardinal du Portugal, une chapelle funéraire de l'église San Miniato al Monte à Florence, construite pour le prince et cardinal Jacques de Portugal, décédé en exil à Florence en 1459 à l'âge de 26 ans.
Le tableau se trouve aujourd'hui au musée des Offices à Florence, une copie étant placée dans la chapelle.

## Description
Le tableau représente les saints Vincent, Jacques le Majeur et Eustache, debout sur une terrasse surplombant un arrière-plan paysager dont on ne voit que peu de choses. Les parties visibles, principalement autour des jambes de saint Eustache, ont été décrites comme « minutieusement observées… de petites vignettes de la vallée de l'Arno », comme d'autres paysages italiens primitifs s'inspirant de précédents des primitifs flamands.
Saint Vincent, représenté dans ses vêtements de diacre, était le saint patron de l'archidiocèse de Lisbonne, dont Jacques avait été nommé « administrateur à perpétuité » par le pape en 1453, étant trop jeune pour être nommé archevêque de Lisbonne. Sant'Eustachio à Rome était l'église titulaire de Jacques en tant que cardinal, expliquant la présence de saint Eustache, et saint Jacques était son nom de saint. Outre ces liens avec le cardinal, ils sont tous des martyrs de la période paléochrétienne.
Leurs vêtements sont tous riches, et le chapeau de feutre de saint Jacques avec un ruban de chapeau orné de pierres précieuses (à ses pieds) était « à la mode ».

## Auteur et date
Le tableau est l'un des nombreux qui ont été attribués à la fois à Antonio et à Piero del Pollaiuolo, ou aux deux travaillant ensemble. Francesco Albertini, écrivant en 1510, attribue ce tableau et d'autres à Piero seul, mais Giorgio Vasari, dans sa biographie conjointe des frères, le décrit ainsi que d'autres œuvres comme des efforts de collaboration des deux frères. Bernard Berenson a admis que le tableau avait été réalisé par Piero, qu'il considérait comme ayant un talent bien inférieur, mais conforme au dessin d'Antonio.

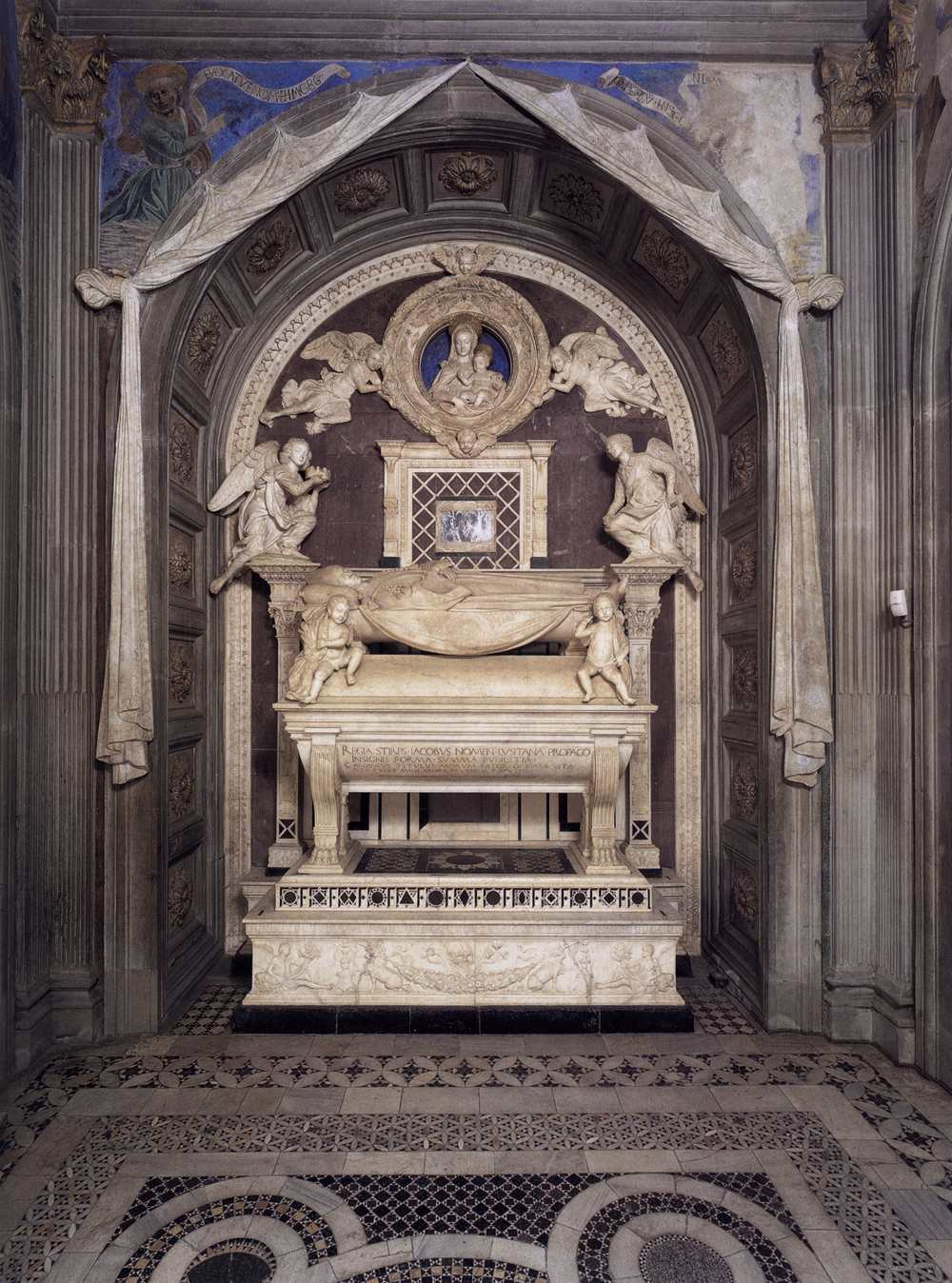
Le tombeau du cardinal, dans la chapelle à droite du retable.

Au XXe siècle, il est devenu habituel de donner la part principale à Antonio, mais ces dernières années, elle a été attribuée à Piero seul par Aldo Galli. Les Offices l'attribuent toujours aux deux frères mais les réattributions de Galli ont été acceptées par d'autres musées, comme la National Gallery pour leur Apollon et Daphné, qu'ils attribuent désormais à Piero seul.
Les peintures ont été commandées et exécutées entre 1466 et 1468.

## Contexte
L'infant Jacques de Portugal était un prince de la maison d'Aviz, petit-fils du roi Jean Ier de Portugal. Son père, Pierre, duc de Coimbra, avait servi comme régent pour le jeune roi Alphonse V du Portugal. Cependant, après qu'Alphonse eut atteint sa majorité en 1448, il devint hostile à Pierre, qui se révolta bientôt. Jacques, alors âgé de 15 ans, fut capturé à la bataille d'Alfarrobeira, où son père fut tué. Il fut finalement libéré, après les supplications de sa tante, Isabelle de Portugal, duchesse de Bourgogne à la cour de laquelle il se rendit, avant de se lancer plus tard dans une carrière dans l'Église.
Le retable faisait partie d'un projet de décoration élaboré dans la chapelle nouvellement construite. Les frères Pollaiuolo furent également chargés de peindre d'autres éléments des murs de la chapelle, dont certaines parties utilisèrent également la peinture à l'huile ; sur les murs, celle-ci n'a pas très bien survécu. Le tombeau sur un mur présente une effigie en marbre sur un sarcophage d'Antonio Rossellino.

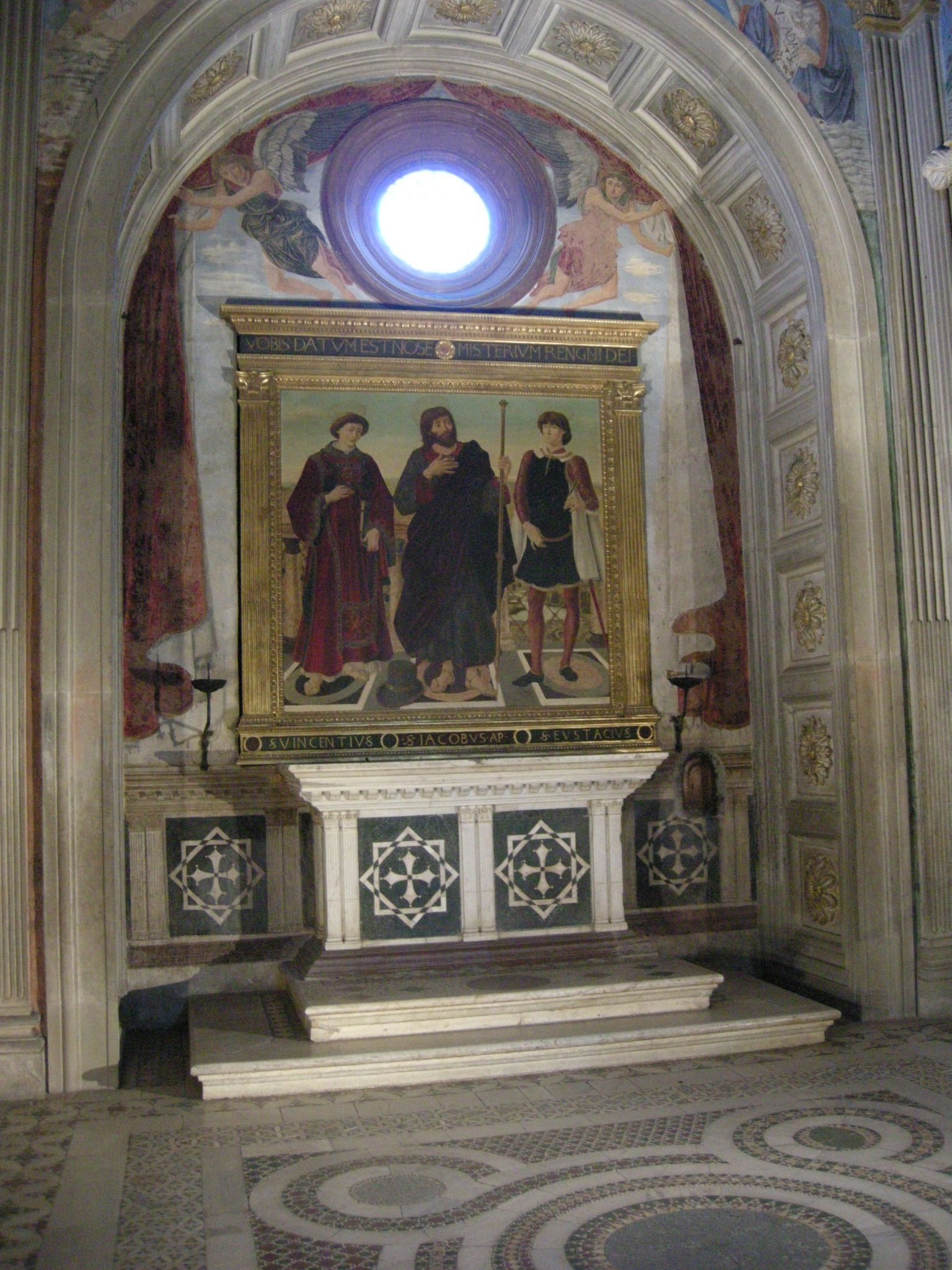
La réplique du retable de la chapelle.

Linda Koch a suggéré que la conception architecturale globale et la décoration de la chapelle représentaient une tentative d'évoquer le christianisme primitif et étaient fortement influencées par les églises de Ravenne parrainées par l'Empire. En ce qui concerne le retable, outre la richesse générale inhabituelle des vêtements des saints et leurs poses plutôt statiques, chacun se tient sur une rota ou un cercle des pierres architecturales les plus précieuses et les plus luxueuses, à partir de la gauche : serpentine, porphyre et un « marbre beige moucheté ». Elles font écho aux rotae de porphyre véritable du sol cosmatesque de la chapelle et de la tombe à la surface sous le sarcophage, et évoquent les monuments impériaux du passé antique.
Les proches du cardinal souhaitaient vivement qu'il soit commémoré de manière grandiose, appropriée à son rang dans l'Église et dans la royauté. Ses propres ressources ne pouvaient pas financer tout cela, mais la République de Florence et sa famille étaient prêtes à intervenir pour financer les funérailles et, au cours des années suivantes, la chapelle. Les fonds provenaient de sa mère et de sa sœur, mais surtout de sa tante Isabelle de Portugal, duchesse de Bourgogne.

## Technique
L'analyse technique moderne a montré que le tableau utilise de la peinture à l'huile de lin, encore relativement inhabituelle en Italie à cette date, mais utilisée dans d'autres œuvres des frères Pollaiuolo.
L'encadrement original en bois doré de style classique est de Giuliano da Maiano,.

## Source de traduction
- (en) Cet article est partiellement ou en totalité issu de l’article de Wikipédia en anglais intitulé « Cardinal of Portugal's Altarpiece » (voir la liste des auteurs).